# 카디프성

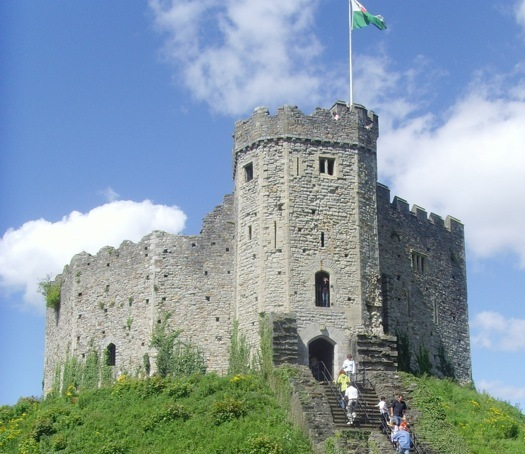
카디프성

카디프성(Cardiff Castle)은 웨일스 카디프에 위치한 성이다.
웨일즈 카디프 도심에 위치한 중세 성곽이자 빅토리아 고딕 복고 양식의 맨션이다. 이 성은 정복자 윌리엄이나 로버트 피츠하몬이 의뢰했으며 중세 도시인 카디프와 글래모건의 마처 로드 영토의 심장부를 형성했다. 12세기에 성은 아마도 글로스터의 로버트에 의해 돌로 재건되기 시작했으며, 쉘 킵과 상당한 방어벽이 세워졌다. 추가 작업은 13세기 후반 글로스터 백작 6세가 수행했다. 카디프 성은 12세기에 여러 차례 공격을 받았고 1404년 오웨인 글린두르(Owain Glyndŵr)의 반란 때 습격당하는 등 앵글로-노르만과 웨일스 사이의 분쟁에 반복적으로 연루되었다.
18세기 중반에 카디프 성은 뷰트 후작인 스튜어트 왕조의 손에 넘어갔다. 뷰트의 1대 후작인 존(John, 1st Marquess of Bute)은 캐퍼빌리티 브라운(Capability Brown)과 헨리 홀랜드(Henry Holland)를 고용하여 메인 레인지를 개조하여 조지아식 맨션으로 바꾸고 성 부지를 조경하여 오래된 중세 건물과 성벽을 철거했다. 19세기 전반기에 가족은 Glamorgan의 석탄 산업 성장의 결과로 극도로 부유해졌다. 그러나 William Burges의 광범위한 개조 프로그램을 지원하기 위해 그의 막대한 부를 사용하여 성을 진정으로 변형시킨 것은 Bute의 3대 후작이었다. Burges는 고딕 리바이벌 스타일로 성을 리모델링하여 주요 범위에 돈과 관심을 아끼지 않았다. 결과적인 인테리어 디자인은 "지금까지 고딕 양식의 부흥이 이룩한 것 중 가장 웅장함"으로 간주된다. 부지는 다시 조경되었으며, 오래된 로마 유물이 발견된 후 로마 스타일의 재건된 벽과 문루가 성 디자인에 통합되었다. 광범위한 조경 공원이 성 외부 주변에 지어졌다.
20세기 초에 뷰트의 4대 후작이 성을 물려받았고 건설 작업은 1920년대까지 계속되었다. 전쟁 중에 성벽에는 광범위한 공습 대피소가 세워졌다. 최대 1,800명을 수용할 수 있다. 1947년 4대 후작이 죽자 성은 카디프 시에 주어졌다. 오늘날 이 성은 관광명소로 운영되고 있으며 부지에는 파이어링 라인(Firing Line) 연대 박물관과 통역 센터가 있다. 이 성은 또한 음악 공연과 축제를 포함한 행사의 장소로도 사용되었다.